# Kara (keresztnév)
A Kara török eredetű régi magyar személynév, jelentése: fekete.

## Rokon nevek
- Karád:[1] a Kara -d kicsinyítőképzős származéka.
- Karcsa:[1] a Kara névnek, vagy az annak alapjául szolgáló qara szónak a kicsinyítőképzős változata, de lehet a harka, horka méltóságnév alakváltozata is. Más vélemény szerint török eredetű, és a jelentése ölyv vagy vadászsólyom.[2]
- Karsa:[1] a Karcsa alakváltozata.[2]
- Gara

## Gyakorisága
Az 1990-es években a Kara, Karád, Karcsa és Karsa szórványos név volt, a 2000-es években nem szerepelnek a 100 leggyakoribb férfinév között.

## Névnapok
Kara, Karcsa, Karsa
- január 16.[2]
- május 28.[2]

Karád
- január 16.[2]
- május 28.[2]
- november 8.

## Egyéb Karák, Karádok, Karcsák és Karsák

### Földrajzi névben
- Gutakarcsa, középkori településrész
- Jászkarajenő, község Pest vármegyében, a Ceglédi járásban
- Karcsák falvak összessége Szlovákiában (ma Egyházkarcsa és Királyfiakarcsa) a Dunaszerdahelyi járásban
- Karcsa, falu Borsod-Abaúj-Zemplén vármegyében
- Karcsa folyó
- Tiszakarád, község Borsod-Abaúj-Zemplén vármegyében, a Cigándi járásban